# Thrixspermum crassilabre
Thrixspermum crassilabre är en orkidéart som först beskrevs av George King och Robert Pantling, och fick sitt nu gällande namn av Paul Ormerod. Thrixspermum crassilabre ingår i släktet Thrixspermum och familjen orkidéer.
Artens utbredningsområde är Assam (Indien). Inga underarter finns listade i Catalogue of Life.